# 문용
문용(영어: moonyong, 본명: 김문용, 1981년 5월 9일 ~)은 대한민국의 음악가다. 피아노연주가이자, 문타라엔터테인먼트 대표이다. 퀸 트리뷰트 밴드 '영부인밴드'의 키보드 멤버이며, 밴드 '레이지본'과 밴드 '카피머신'에서 키보드 멤버로 활동했다. 독학파 피아니스트이자 바리스타이다.

## 생애
1981년에 서울특별시에서 출생했다. 

### 청소년기
중학생 때 학교를 대표하는 피아노 반주자였고, 퀸 팬클럽 활동을 했다. 퀸 트리뷰트 밴드 영부인밴드 결성 초기에 연습실에 놀러 갔을 때 'Seven Seas of Rhye'를 연주했는데, 그 모습을 본 밴드 창립 멤버 정관훈이 그를 멤버로 영입하지 않은 걸 후회했다고 한다.

### 밴드 활동 시기
밴드 '레이지본'과 '카피머신'에서 키보드를 맡으며 작곡가로 활동한 바 있다.

#### 레이지본 활동
귀향한 일본인 트럼펫 멤버 진 토시오의 빈자리를 채우며 레이지본 2·3집 키보드 멤버로 함께 활동했다. 그 시기에 국내 록밴드로는 처음으로 몽골 울란바토르에서 개최한 콘서트에 함께하였고, 가수 전인권, 한영애와 함께 금강산에서 열린 '지우다우 평화캠프 - 8·15 기념 대학생 대축전' 행사도 함께하였다. 노브레인과 레이지본의 조인트 콘서트에서 하이라이트 순서로 2분 30여 초의 스페셜 솔로 연주를 맡는 등 그 시절 인기가 대단했지만 아쉽게도 밴드는 오래 가지 못했다. 그때 정신적 고통이 컸지만, 그의 어머니는 그가 또래 친구들보다 다양한 경험을 했다는 걸 일깨워주었다고 한다. 2002년 월드컵 당시 시청 앞 광장 무대에 선 경험, 레드 핫 칠리 페퍼스, 오프스프링 내한공연, 서태지 공연 오프닝 무대에 선 경험이 있다.
재결성한 레이지본에는 합류하지 않았다. 2011년에 합류 제안을 받았지만 이미 진로의 가닥을 잡은 데다가 미래를 위해 잠시 음악 활동을 접고 노동을 시작하던 시기였기 때문에 거절했다고 한 인터뷰에서 이유를 밝혔다.

#### 카피머신 활동
한편, 바뀐 색깔의 레이지본을 탈퇴하고 스카펑크의 색깔을 이어가고자 노진우를 제외한 멤버들과 함께 2006년에 카피머신을 결성하고 활동하다가 2007년 돌연 첫 솔로 앨범을 발표하였다.

### 솔로 데뷔 이후
2007년 1집 《소년의 꿈》으로 데뷔했으며, 비전공자로서 피아니스트 커리어를 쌓고 있다. 화려한 연주나 기교보다는 최대한 건반을 살살 눌러 톤이 날카롭지 않도록 한 주법에 비중을 두며, 때론 피아노 현을 두들겨 팀파니 효과를 낸다. 활동 기간에 비해 발표한 음악이 적은데, 두 번째 앨범 《UND: PIANO SOLOS》를 내기까지 8년, 세 번째 앨범 《#도시파라솔》은 4년이 걸렸다. 적더라도 유의미한 작품을 내는 걸 중시하는 성향때문이다. 다작과 거리가 멀어 보였지만, 다양한 전시에서 얻은 영감을 음악으로 풀어낸 '온택트 프로젝트'로 팬데믹 시대에 더 왕성히 창작하고 소통하며 유의미한 기록을 꾸준히 쌓아갔다.

### 정규 앨범 발매
첫 앨범 《소년의 꿈》과 함께 아시아나 기내 서비스에서 '한국의 연주자들'로 소개되기도 했지만, 피아니스트로서 첫 솔로 음반 발표 이후 주목받는 큰 활동은 없었기 때문에 데뷔 앨범은 잘 알려지지 않았다.
현대미술작가 에테르(ETHER)의 작품을 커버아트로 내세운 《UND: PIANO SOLOS》는 자작 피아노 연주 9곡이 실렸으며, 직접 넘버링한 500장 한정판 LP로 2015년 발매됐다. 홍대 레코드 포럼 Vinyl(웨스트 브릿지)에서 열린 2집 발표회에 100여 명 정도의 관객들이 찾았다. 2집 앨범에 관하여 피아노 사운드가 아름답고 명징하게 울려 퍼지며 귓가로 돌아서는 잔향이 매력적이라는 평가, 서정적인 곡들로 이뤄졌고 특별히 호불호가 갈리지 않는 사운드라는 평가가 있다.
지난 앨범과 마찬가지로 소셜 펀딩을 통해 모금해 333매 한정반 LP로 제작하여 2019년 발매한 《#도시파라솔》은  오석원 작가가 커버 아티스트로 함께했으며, 제9회 서울레코드페어를 통해 CD를 최초 공개했다. 3집 발매 기념 단독 공연은 마포구 톤 스튜디오(TONE STUDIO)에서 열렸다. 3집 앨범은 2집에 비해 밝고 경쾌한 느낌이며, 편하게 곁에 두고 들을 순수한 피아노 연주 앨범이라는 평가가 있다. 피아노 음향판을 두드리거나 때리고, 현을 뜯거나 드럼스틱으로 두드리는 등 아방가르드 영역에서 빌려온 주법을 도입하여 피아노로 만들어 낸 다양한 사운드를 들을 수 있다.

### 영부인밴드 활동
2018년 개봉한 영화 '보헤미안 랩소디' 덕분에 영부인밴드 키보디스트로서 활발히 활동하며 한동안 바쁜 날을 지냈다. 공연에서 종종 의상 환복이나 돌발상황에 시간을 벌기 위해 피아노 솔로를 연주하는 경우도 있다. 2019년 10월 중순, 부친 상중이었지만 노들섬 공연을 했다. 무사히 공연을 마치는 게 프로페셔널 하다고 생각했기 때문이다.

### 팬데믹 이후
팬데믹으로 사회적 거리 두기가 본격화된 2020년에는 비대면 콘서트가 현실적 대안으로 주목받았다. 서울시립 북서울미술관 6월 뮤지엄나이트에 초대받아 미술관 작품에서 받은 영감을 음악으로 해석한 연주를 했으며, 공연은 서울시립미술관의 유튜브 채널을 통해 비대면으로 열렸다.
비대면 콘서트는 또다른 실험으로 이어졌다. 서로를 연결할 방법을 고민하며 《연결공간》을 기획하고, 연주는 물론 전시 해설까지 맡았다. 《연결공간》은 공간·전시와의 연결 고리를 음악으로 독특하게 풀어낸 고품질 온라인 콘서트이며, 이 기획으로 콘서트와 앨범 활동을 이어가고 있다.

## 학력
- 홍익대학교 도시공학 중퇴
- 배재고등학교
- 배재중학교

## 경력
- 문타라엔터테인먼트 대표
- 그룹 '카피머신' 멤버 (2006 ~ 2007년)
- 그룹 '레이지본' 멤버 (2001 ~ 2005년)

## 작품활동

### 공연

#### 《연결공간》
공간·전시와의 연결 고리를 음악으로 독특하게 풀어낸, 언제 어디서나 누구든 부담 없이 즐길 수 있는 고품질 온라인 콘서트다. 전시 주관기관의 유튜브 채널을 통해 최초 공개하며, 이때 문용과 채팅을 함께할 수 있다. 그 밖에 트레일러나 메이킹 필름 등 서브 콘텐츠는 문용 moonyong 유튜브 공식 아티스트 채널에서 볼 수 있다.
- 피아니스트 문용의 여덟 번째 《연결공간》 온택트 도슨트 콘서트[39]
일시 및 장소: 2023년 10월 13일 (금) 오후 7시, 유튜브 CHANNEL SODA
연계 전시: 《불편한 미술관: 우리는 그들에게(Us and Them)》 소다미술관 기획전
특별 출연: 박근홍 (가수)
주최・주관: 문타라엔터테인먼트
협력: 소다미술관, 화성시
후원: 문화체육관광부, 한국문화예술위원회, 온라인미디어 예술활동 지원사업

- 피아니스트 문용의 일곱 번째 《연결공간》 온택트 도슨트 콘서트[40]
일시 및 장소: 2023년 9월 1일 (금) 오후 7시, 청주시립미술관 유튜브 채널
연계 전시: 《환경을 위한 디자인 행동주의》 오창전시관 기획전
특별 출연: 유튜버 미니멀유목민
주최・주관: 문타라엔터테인먼트
협력: 청주시, 청주시립미술관
후원: 문화체육관광부, 한국문화예술위원회, 온라인미디어 예술활동 지원사업

- 피아니스트 문용의 여섯 번째 《연결공간》 온택트 뮤지엄 콘서트[41]
일시 및 장소: 2022년 12월 9일 (금) 오후 7시, 서울역사박물관 유튜브 채널
연계 전시: 서울 앨버트 테일러 가옥(딜쿠샤) 상설전
주최・주관: 문타라엔터테인먼트
협력: 서울역사박물관, 딜쿠샤
후원: 서울특별시, 서울문화재단

- 피아니스트 문용의 다섯 번째 《연결공간》 온택트 뮤지엄 콘서트[42]
일시 및 장소: 2022년 11월 18일 (금) 오후 7시, 유튜브 채널 MUSEUM G
연계 전시: G밸리산업박물관 상설전
특별 출연: 기타리스트 홍종화
주최・주관: 문타라엔터테인먼트
협력: 서울특별시, G밸리산업박물관
후원: 문화체육관광부, 한국문화예술위원회, 온라인미디어 예술활동 지원사업

- 피아니스트 문용의 네 번째 《연결공간》 온택트 뮤지엄 콘서트[43]
일시 및 장소: 2022년 9월 23일 (금) 오후 5시, 양주시립장욱진미술관 유튜브 채널 욱진TV
연계 전시: 2022SIMPLE 《비정형의 자유, 정형의 순수》 양주시립장욱진미술관 기획전
특별 출연: 시인 마윤지 (창작 시 낭독)
주최・주관: 문타라엔터테인먼트
협력: 양주시, 양주시립장욱진미술관
후원: 문화체육관광부, 한국문화예술위원회, 온라인미디어 예술활동 지원사업

- 피아니스트 문용의 세 번째 《연결공간》 온택트 뮤지엄 콘서트[44]
일시 및 장소: 2021년 11월 19일 (금) 오후 7시, 아르코미술관 유튜브 채널 ARKO Art Center
연계 전시: 2021 아르코 융복합 예술 페스티벌 《횡단하는 물질의 세계(Nothing Makes Itself)》
특별 출연: 댄서 박경희
주최・주관: 문타라엔터테인먼트
협력: 아르코미술관
후원: 문화체육관광부, 한국문화예술위원회, 온라인미디어 예술활동 지원사업

- 두 번째 《연결공간》 미술관의 피아니스트 문용 | 온택트 뮤지엄 콘서트[45]
일시 및 장소: 2021년 9월 17일 (금) 오후 7시, 서울시립미술관 유튜브 채널
연계 전시: 《길은 너무나 길고 종이는 조그맣기 때문에》 서울시립 북서울미술관 기획전
주최・주관: 문타라엔터테인먼트
협력: 서울시립미술관
후원: 서울특별시, 서울문화재단

- 《연결공간》 미술관의 피아니스트 문용 | 온택트 뮤지엄 콘서트[46]
일시 및 장소: 2021년 5월 21일 (금) 오후 7시, 서울시립미술관 유튜브 채널
연계 전시: 《SF2021: 판타지 오디세이》 서울시립 북서울미술관 기획전
주최・주관: 문타라엔터테인먼트
협력: 서울시립미술관
후원: 서울특별시, 서울문화재단

### 전시
- KT&G 상상마당 기획전 《나 혼자 산다》 (2020년)

## 음반

### 라이브 앨범

#### 《연결공간: SODA MUSEUM Live》 (2023년)
1. 안녕
2. 스카이 샤워
3. 우리는 그들에게
4. 한여름 밤의 꿈
5. 망각
6. O.O.O.(feat. 박근홍)
7. 폭력의 연대기
8. 연결
9. 안녕(Reprise)

#### 《연결공간: OCHANG GALLERY Live》 (2023년)
1. 호수
2. 기묘하고 낯선 곳
3. 새로운 바윗돌
4. 쌓이고 쌓인다
5. 종이 기둥
6. 결
7. 미니멀
8. 호수(Reprise)

#### 《연결공간: DILKUSHA 1923 Live》 (2022년)
1. 기쁜 마음, 딜쿠샤
2. Home, Sweet Home (H. Bishop)
3. 종이 뭉치
4. 호박 목걸이
5. Keep the Home Fires Burning (I. Novello)
6. A Perfect Day (C. Jacobs-Bond)
7. 글루미 아리랑 (Trad. Melody)
8. 딜쿠샤의 화재
9. Goin' Home (A. Dvorak)
10. Grandfather Clock (H. C. Work)

#### 《연결공간: MUSEUM G Live》 (2022년)
1. 디지털 밸리
2. 목표와 달성
3. TV와 라디오
4. 불이 꺼지지 않는 공장(feat. 홍종화)
5. 불 꺼진 외딴 방(홍종화)
6. 벌집촌
7. 오피스텔
8. 386 컴퓨터
9. 기프트 밸리

#### 《연결공간: 2022SIMPLE Live》 (2022년)
1. 산책
2. 나는 심플하다
3. 자유와 순수
4. 점, 선, 면
5. 원
6. 빼기
7. 흑과 백
8. 소년의 꿈
9. 산책(Reprise)

#### 《연결공간: 물질의 바다 - ARKO Art Center Live》 (2021년)
1. Gnossienne No.3 (E. Satie)
2. 서핑 플라스틱 수프
3. 에테르
4. Awake!
5. 코로나(Piano Ver.)
6. 페니실린
7. 물아일체
8. 물질의 바다를 항해하며
9. Nuit d'étoiles (C. Debussy)

#### 《연결공간: 험하고 먼 길도 함께하면 괜찮아 - SeMA Live》 (2021년)
1. 험하고 먼 길도 함께하면 괜찮아
2. 그림자 왈츠
3. 로봇 VS 몬스터
4. Panis Angelicus (C. Frank)
5. 여인의 얼굴
6. 내면의 열정
7. Pixels in the Frame
8. 잠시 세상에 내가 살면서 (C. H. Gabriel)

#### 《연결공간: SeMA Live SF2021》 (2021년)
1. Jupiter (G. Holst)
2. Also Sprach Zarathustra (R. Strauss)
3. Chorale Prelude BWV639 (J. S. Bach)
4. 자화상
5. 인공마음
6. 코로나
7. The Lonely Snowman
8. Life
9. 암살
10. Home
11. Jupiter(SF2021 Ver.) (G. Holst)

### 앨범

#### 《#도시파라솔》 (2019년)
1. 도시방랑자
2. 잘 부탁합니다
3. 행복의 섬
4. La Cuisine
5. 도시파라솔
6. 해방촌의 별
7. 암살
8. 새별오름
9. 안녕

#### 《UND: PIANO SOLOS》 (2015년)
1. 내면의 열정
2. 낭만 2악장
3. 회상
4. 開花
5. moon
6. 착한 Vampire의 눈물
7. 야간산책
8. 구름 위의 산책
9. 多情한 묘지

#### 《소년의 꿈》 (2007년)
1. 소년
2. 소년의 꿈
3. 아침
4. 너를 생각하는 아침
5. 초등동창
6. Lonely Snowman
7. 겨울
8. The Wind Of Winter
9. 독백
10. It Doesn't Matter
11. 기도
12. 피아노의 숲
13. 고백
14. Goodbye

### 싱글

#### 《태움: Boléro pour Joule》 (2019년)
1. Prélude: 이 줄은 나를 태우고 또 태우기도 하죠(feat. 안재현)
2. 태움: Boléro pour Joule

## 참고 자료
- 문용 네이버 인물검색